# Одне життя (фільм, 2011)
«Одне життя» — фільм 2011 року.

## Зміст
За п'ять мільярдів років життя на Землі еволюціонувало у неймовірне багатство і різноманітність, які ми бачимо сьогодні. «Одне життя» — це свято найбільш блискучих і захопливих історій виживання у тваринному царстві. Сюжетна лінія веде нас через повний цикл життя до народження нового покоління, зачіпає всі форми життя на Землі. Неважливо, крила у нас або ласти, дві ноги або вісім — переможна історія життя єднає всіх нас воєдино. Пошук їжі, пошук житла, виживання наперекір усім негараздам, пошук спорідненої душі, виховання дітей — теми «Одного життя» є універсальними і торкнуться серця глядачів у всьому світі.